# انجمن ژئوفیزیک ایران
انجمن ژئوفیزیک ایران یکی از انجمن‌های علمی ایران در علوم پایه است در تاریخ 11 بهمن 1354 با نام انجمن ملی ژئوفیزیک ایران با همت آقایان دکتر حسین کشی افشار، دکتر حسین زمردیان، دکتر خسرو معظمی گودرزی، مهندس علی‌اکبر معین‌فر، دکتر منوچهر سادات اخوی، مهندس امیرحسین موسوی و دکتر فریبرز جهان‌بخش تشکیل و با ثبت در روزنامه رسمی کشور به شماره 9270 مورخ 1355/08/02 فعالیت خود را آغاز نمود.
پس از پیروزی انقلاب اسلامی این انجمن در تاریخ 1373/07/24 از دفتر همکاری‌های علمی بین‌المللی وزارت علوم، تحقیقات و فناوری ثبت مجدد را با ارسال صورت‌جلسه مجمع عمومی مورخ 1373/06/31 و اساسنامه تطبیق داده شده با الگوی پیشنهادی درخواست کرد. پیرو جلسه شماره 18 کمیسیون انجمن‌های علمی وزارت علوم، تحقیقات و فناوری مجوز صدور فعالیت مجدد با نام انجمن ژئوفیزیک ایران صادر شد.
انجمن با انتخاب اولین هیئت‌مدیره دوره پس از دریافت مجوز در سال 1380، فعالیت خود را مجدداً آغاز نمود و در حال حاضر اعضای هشتمین دوره هیئت‌مدیره به ریاست دکتر محمدرضا حاتمی رئیس هیئت مدیره مشغول به فعالیت می باشد.
انجمن ژئوفیزیک ایران در راستای هویت‌بخشی به اهداف و فعالیت‌های دانشمندان و پژوهشگران این حوزه از دانش و فناوری تأسیس گردیده و تلاش می‌کند، با هم‌اندیشی و هم‌افزایی اندیشه‌های محققان، بین نیازهای درونی و بیرونی کشور، راه پیشرفت و گسترش این علم را هموار سازد. بسیج توان علمی و فنی کشور بر پایه روح همکاری ارزش‌های والای اخلاق حرفه‌ای در راستای توسعه فرهنگ آگاهی و خردورزی در ترسیم و پیشبرد اهداف برنامه‌های نقشه جامع علمی کشور، از اهداف مهم انجمن ژئوفیزیک ایران می‌باشد که برخی از آنها را می‌توان به صورت زیر مرور نمود:
- گسترش، پیشبرد و ارتقای علم ژئوفیزیک
- توسعه کمی و کیفی نیروهای متخصص
- هموار نمودن راه پیشرفت کشور و دانش‌آموختگان این زمینه با توجه به ضرورت بهبود امور آموزشی و پژوهشی در زمینه‌های مربوط به دانش و فناوری ژئوفیزیک

انجمن ژئوفیزیک ایران در ارزشیابی عملکرد سال 1399 موفق به کسب رتبه +A از کمیسیون انجمن های علمی کشور گردید. این رتبه بر اساس شاخص های موجود در ارزیابی عملکرد سالیانه انجمن ژئوفیزیک ایران اخذ شده است.

## برگزارکننده
- کنفرانس ژئوفیزیک ایران
- سمینار ژئوفیزیک اکتشافی نفت
- کنفرانس ژئوفیزیک کاربردی در معادن
- صاحب امتیاز مجله ژئوفیزیک ایران

## مجله ژئوفیزیک ایران

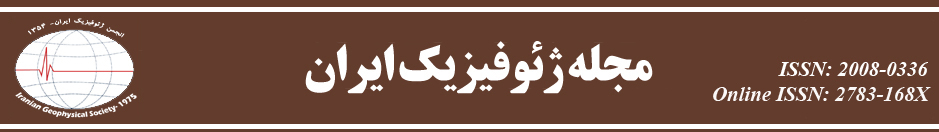

مجله ژئوفیزیک ایران نشریه‌ای تخصصی در زمینه ژئوفیزیک است که از سوی انجمن ملی ژئوفیزیک ایران انتشار می‌یابد. این نشریه علمی- پژوهشی است و پنج شماره (چهار شماره فارسی و یک شماره انگلیسی) در سال منتشر می‌شود. هدف مجله ژئوفیزیک ایران شناساندن فعالیت‌ها، پژوهش‌ها و نوآوری‌ها در پیشبرد و آموزش ژئوفیزیک و علوم وابسته در کشور به‌صورت مقالات علمی است.
این مجله از سال ۱۳۸۶ با اخذ مجوز از وزارت علوم، تحقیقات و فناوری و با انتشار دو شماره در سال شروع به فعالیت نمود و از سال ۱۳۹۰ چهار شماره در سال و ۱۰ مقاله در هر شماره منتشر شده‌است. اعتبار مجله علمی-پژوهشی است و در پایگاه نظام استنادی علوم کشورهای اسلامی (ISC) نمایه می‌باشد.